# Llei ordinària
Una llei ordinària és la norma de rang legal que constitueix, generalment, l'últim graó en la jerarquia jurídica de les lleis d'un Estat, després de la Constitució i les lleis orgàniques o altres equivalents (que solen posseir requisits extraordinaris per a la seva aprovació i versen sobre matèries especials). La seva aprovació correspon al Congrés o Parlament, normalment per majoria simple.
En els sistemes democràtics els membres del parlament o congrés són triats per sufragi universal. L'aprovació de les lleis es pot realitzar per votació en el ple de la càmera, o per alguna de les comissions legislatives que pot tenir. Les lleis ordinàries inicien la seva tramitació, bé a iniciativa de la mateixa Càmera, o bé per iniciativa del poder executiu. En alguns sistemes, a més, s'admet que sigui a través d'una iniciativa popular. Són també lleis ordinàries les dictades pels òrgans legislatius dels estats federats, territoris o comunitats autònomes que, dintre d'un Estat federal, regional o d'autonomies, tenen atribuïda aquesta capacitat.